# Павлове (пункт контролю)
48°34′6″ пн. ш. 22°10′9″ сх. д. / 48.56833° пн. ш. 22.16917° сх. д.

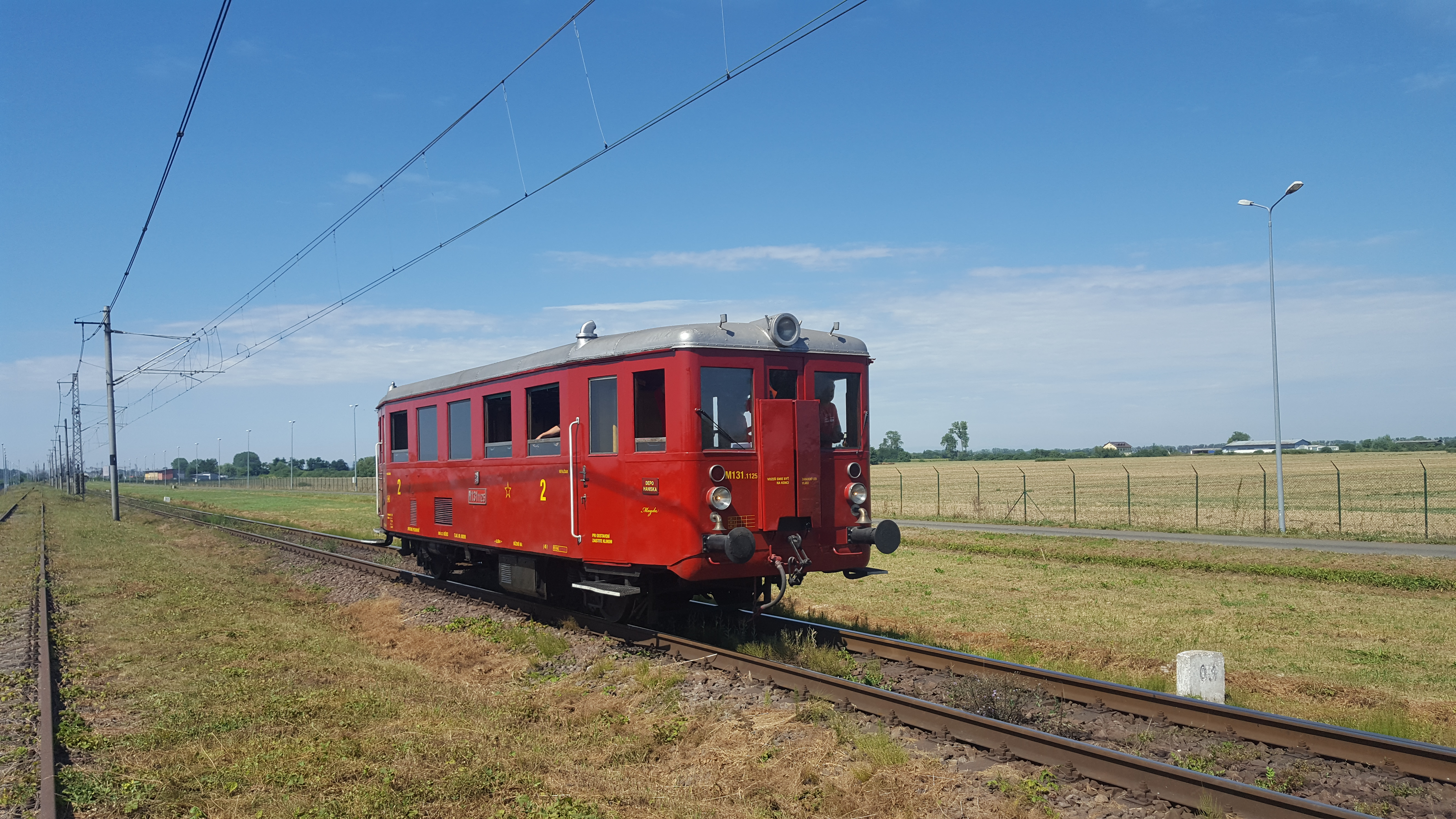
Словацька електричка CS131.1 біля кордону з Україною, кілометр 0.3.

Па́влове — пункт контролю через державний кордон України на кордоні зі Словаччиною.
Розташований у Закарпатській області, Ужгородський район, поблизу села Палло на автошляху Т 0702. Із словацького боку знаходиться пункт пропуску «Матьовце», район Михайлівці, Кошицький край, на автошляху місцевого значення у напрямку Вельких Капушан.
Вид пункту пропуску — залізничний (Ширококолійна залізниця Ужгород — Ганиська). Статус пункту пропуску — міжнародний.
Характер перевезень — вантажний.
Окрім радіологічного, митного та прикордонного контролю, пункт пропуску «Павлове» може здійснювати лише екологічний контроль.
Пункт контролю «Павлове» входить до складу митного посту «Чоп—залізничний» Чопської митниці. Код пункту пропуску — 30501 06 00 (12).